# Fußball-Thüringenliga (Frauen)
Die Frauen Thüringenliga  (auch: Verbandsliga Thüringen, früher Landesliga) ist die höchste Spielklasse der Frauen im Bereich des Thüringer Fußball-Verbands (4. Liga im Deutschen Ligasystem der Frauen). Bis zur Saison 2009/10 hieß sie Landesliga. Von 2010/11 bis 2018/19 wurde sie als Verbandsliga bezeichnet und heißt seit 2019/20 Frauen Thüringenliga. In den beiden Spielzeiten 2019/20 und 2021/22 war die Thüringenliga in die beiden Staffeln Ost und West aufgeteilt. Seit der Saison 2022/23 wird wieder in einer Liga gespielt. Der Meister der Thüringenliga kann durch Relegation in die Regionalliga Nordost aufsteigen. Die beiden letztplatzierten Vereine steigen in die Kreisoberliga ab, die ab der Saison 2020/21 aus vier Staffeln, ab der Saison 2022/23 aus fünf Staffeln und ab der Saison 2025/26 aus sechs Staffeln besteht. Bis zur Saison 2019/20 gab es die Landesklassen 1, 2 und 3.

## Teilnehmende Mannschaften 2025/26
Folgende 15 Mannschaften spielen in der Saison 2025/26 in der Frauen Thüringenliga:
- 1. FFC Saalfeld
- 1. FFV Erfurt II
- BSG Wismut Gera
- EFC Ruhla 08
- ESV Lok Meiningen
- FC Borntal Erfurt (N)
- FC Carl Zeiss Jena III
- FC Einheit Bad Berka
- FC Thüringen Weida (N)
- FSV Silvester 91 Bad Salzungen
- FSV Waltershausen (N)
- Saalfeld Titans
- SV 08 Rothenstein (N)
- SV SCHOTT Jena
- VfB Oberweimar

## Thüringenmeister

### Liste der Meister
Die folgende chronologische Auflistungen enthält alle Meister seit der Saison 1994/95. Es fehlen die Spielzeiten 1996/97, 1998/99, 1999/2000, 2001/02, 2002/03. Die Spielzeiten 2019/20 und 2020/21 wurden aufgrund der COVID-19-Pandemie vorzeitig abgebrochen, 2020 kam dabei eine Quotientenregelung zum Einsatz.
- 1993/94 Rot-Weiß Breitungen
- 1994/95 Rot-Weiß Breitungen
- 1995/96 Rot-Weiß Breitungen
- 1997/98 FSV Eintracht Wechmar
- 2000/01 FSV Uder 1921
- 2003/04 FF USV Jena II
- 2004/05 1. FC Gera 03
- 2005/06 FSV Uder 1921
- 2006/07 FF USV Jena II
- 2007/08 SG Einheit Eisenberg/Hermsdorf
- 2008/09 FSV Eintracht Wechmar
- 2009/10 SC Weimar 1903
- 2010/11 FC Lok Saalfeld
- 2011/12 FFC Gera
- 2012/13 FF USV Jena III
- 2013/14 1. FFC Saalfeld
- 2014/15 1. FFV Erfurt
- 2015/16 FF USV Jena III
- 2016/17 FF USV Jena III
- 2017/18 1. FFV Erfurt
- 2018/19 1. FFV Erfurt
- 2019/20 FC Carl Zeiss Jena
- 2020/21 kein Meister  1
- 2021/22 ESV Lok Meiningen  2
- 2022/23 ESV Lok Meiningen
- 2023/24 ESV Lok Meiningen
- 2024/25 ESV Lok Meiningen

### Rekordsieger
| Platz | Verein                         | Titel | Jahre                                            |
| ----- | ------------------------------ | ----- | ------------------------------------------------ |
| 1.    | FF USV Jena                    | 5     | 2004 (a), 2007 (a), 2013 (b), 2016 (b), 2017 (b) |
| 2.    | ESV Lok Meiningen              | 4     | 2022, 2023, 2024, 2025                           |
| 3.    | Rot-Weiß Breitungen            | 3     | 1994, 1995, 1996                                 |
| 3.    | 1. FFV Erfurt                  | 3     | 2015, 2018, 2019                                 |
| 5.    | FSV Eintracht Wechmar          | 2     | 1998, 2009                                       |
| 5.    | FSV Uder 1921                  | 2     | 2001, 2006                                       |
| 7.    | 1. FC Gera 03                  | 1     | 2005                                             |
| 7.    | SG Einheit Eisenberg/Hermsdorf | 1     | 2008                                             |
| 7.    | SC Weimar 1903                 | 1     | 2010                                             |
| 7.    | FC Lok Saalfeld                | 1     | 2011                                             |
| 7.    | FFC Gera                       | 1     | 2012                                             |
| 7.    | 1. FFC Saalfeld                | 1     | 2014                                             |
| 7.    | FC Carl Zeiss Jena             | 1     | 2020                                             |